# Region Tibesti
Region Tibesti (arab. تيبستي) – jeden z 22 regionów administracyjnych Czadu, utworzony 19 lutego 2008 r. w wyniku podziału regionu Bourkou-Ennedi-Tibesti. Region rozciąga jest w północno-zachodniej części kraju i graniczy z Nigrem i Libią. 

## Warunki naturalne
Znaczny obszar regionu zajmuje masyw górski Tibesti pochodzenia wulkanicznego, będący najwyższym pasmem górskim na Saharze. Ze względu na obecność gór region ma nieco wilgotniejszy klimat, niż sąsiedni region Borkou, w którym dominują pustynie. W wyższych partiach gór średnia roczna wysokość opadów wynosi 25 mm.

## Departamenty
| Departament   | Stolica | Prefektury                       |
| ------------- | ------- | -------------------------------- |
| Tibesti Est   | Bardaï  | Bardaï, Zoumri, Aouzou, Yebbibou |
| Tibesti Ouest | Zouar   | Zouar, Wour, Goubonne            |